# Sale
Un sale, in chimica, è un composto chimico elettricamente neutro costituito dall'insieme di più ioni (anioni e cationi), in genere disposti all'interno di un reticolo cristallino, uniti da un legame ionico di ionicità più o meno elevata.
I sali hanno diverso grado di solubilità nei diversi solventi. In una soluzione salina si osserva un fenomeno detto innalzamento ebullioscopico (innalzamento del punto di ebollizione) e di abbassamento crioscopico (abbassamento del punto di congelamento) rispetto al solvente puro.
I sali possono essere ottenuti sostituendo gli atomi di idrogeno di un acido con atomi metallici o con un gruppo funzionale che possa mostrare comportamento metallico o cationico (per esempio il gruppo ammonio, NH4+). Essendo costituiti da ioni, i sali sono "composti ionici"; possono essere organici o inorganici, semplici o complessi, binari, ternari, eccetera (costituiti da diverso numero di elementi chimici). 
Presentano caratteristiche esteriori variabili e diverse (colore, odore, sapore, trasparenza) a seconda della loro composizione. 
Possono essere, a seconda delle caratteristiche del legame ionico, e della polarità degli ioni idrolizzati risultanti, molto solubili o completamente insolubili in acqua, dove i due gruppi uniti da legame ionico si dissociano. Sono altresì solubili in altri solventi, e tipicamente i sali formati da elettroliti forti si sciolgono bene in solventi polari come l'acqua. I sali hanno un punto di fusione variabile, spesso bassa durezza, e bassa comprimibilità.
Se fusi o dissolti in acqua son detti elettroliti e conducono elettricità proporzionalmente all'elettronegatività degli atomi costituenti, comportandosi da conduttori di seconda specie. I due elementi di un sale binario (come ad esempio il cloruro di sodio) possono essere ottenuti per elettrolisi del sale fuso. Ciò che comunemente viene chiamato sale o sale da cucina è in realtà uno dei tanti sali possibili, cioè il cloruro di sodio (NaCl).

## Tipi di sali
Oltre ai più noti sali semplici, binari e ternari inorganici, ne esistono numerosi caratterizzate da molecole più complesse. I sali possono essere acidi o basici a seconda del livello di sostituzione della componente anionica e cationica del composto (carbonato acido di sodio, o bicarbonato, un esempio del primo caso, cloruro di cobalto, cloruro basico di bario o idrossicloruro di bario nel secondo), semplici come il cloruro di sodio o doppi, tripli, eccetera come l'allume di potassio o di cromo, di acidi semplici o complessi (ad es. degli eteropoliacidi), come il ferrocianuro di potassio, dall'acido ferrocianidrico, il fosfomolibdato di sodio dall'acido fosfomolibdico, o essere composti che, formalmente sali, assumono caratteristiche affini a una lega, come i semiconduttori arseniuro di gallio e fosfuro di indio. Gli acidi organici come gli acidi carbossilici, gli acidi solfonici, fosfonici, eccetera, formano altresì i corrispondenti sali (diidrossiazonaftalen-trisolfonato di sodio, fosfonati, e via dicendo).

## Alcune reazioni che producono sali
| Reagenti                                                                 | Risultato               | Equazione di esempio                                                           |
| ------------------------------------------------------------------------ | ----------------------- | ------------------------------------------------------------------------------ |
| idrossido + acido                                                        | sale + acqua            | {\displaystyle {\ce {2 NaOH + H2SO4 -> Na2SO4 + 2H2O}}} (solfato di sodio)     |
| metallo + acido                                                          | sale + idrogeno         | {\displaystyle {\ce {Zn + H2SO4 -> ZnSO4 + H2}}} (solfato di zinco)            |
| anidride + ossido basico                                                 | sale (ternario)         | {\displaystyle {\ce {CO2 + CaO -> CaCO3}}} (carbonato di calcio)               |
| ossido basico + acido                                                    | sale + acqua            | {\displaystyle {\ce {Fe2O3 + 6 HNO2 -> 2 Fe(NO2)3 + 3 H2O}}} (nitrito ferrico) |
| metallo + non metallo (del VI o del VII gruppo B della Tavola periodica) | sale (non ossigenato)   | {\displaystyle {\ce {Zn + Cl2 -> ZnCl2}}} (cloruro di zinco)                   |
| idrossido + anidride                                                     | sale (ternario) + acqua | {\displaystyle {\ce {2 NaOH + SO2 -> Na2SO3 + H2O}}} (solfito di sodio)        |

NB: ci sono altri modi per ottenere sali partendo da sali, tra cui:
sale + acido, 
sale + non-metallo,
sale + idrossido,
sale + sale.

## Nomenclatura

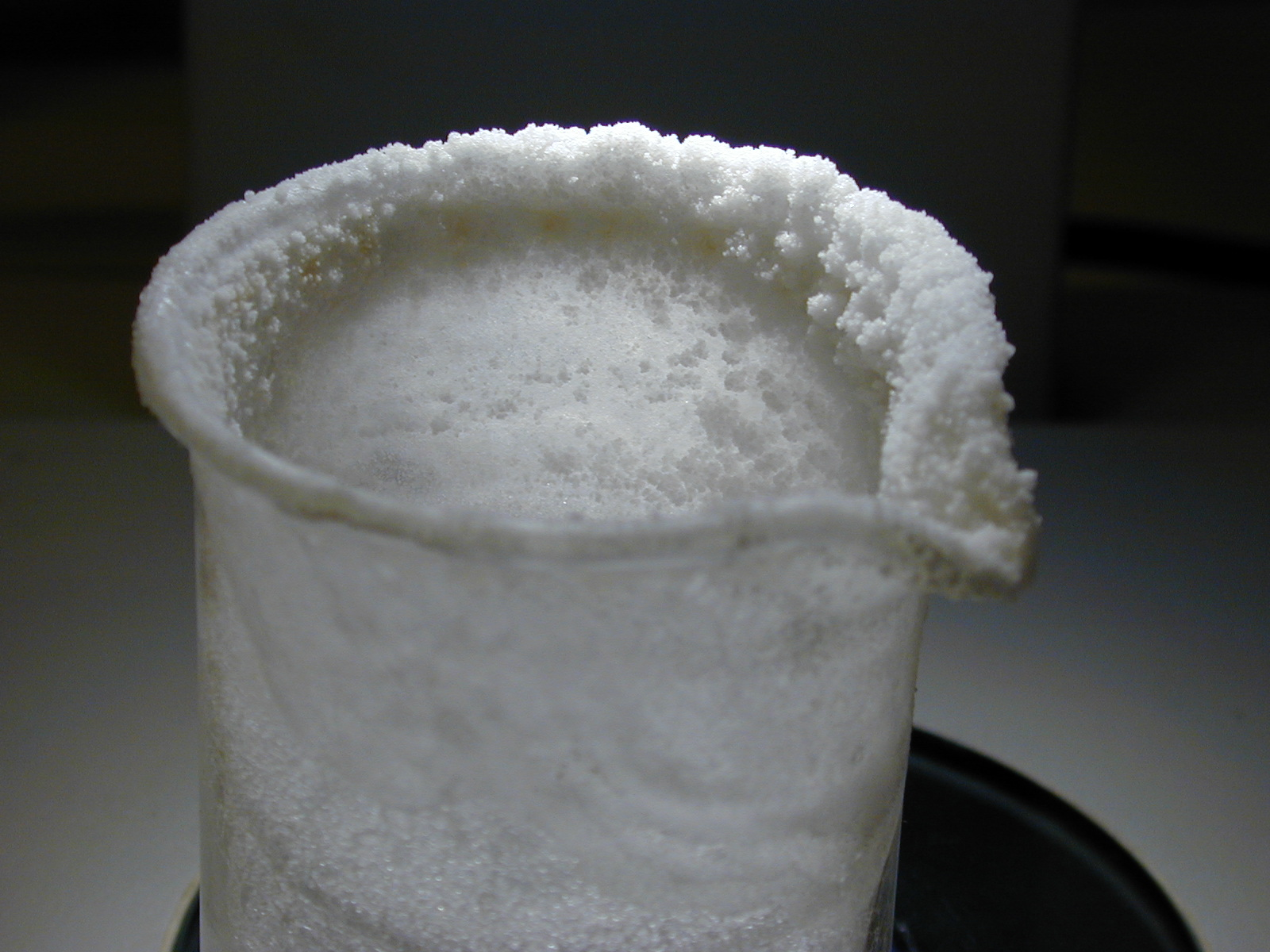
Cristalli di cloruro di sodio

Le regole di nomenclatura usate in chimica assegnano ai sali nomi a partire dagli ioni che li costituiscono. Frequentemente nomi dei componenti cationici, spesso ioni metallici o ammonici, sono dati per primi, seguiti dai nomi del componente anionico. Gli anioni sono spesso chiamati in accordo al loro acido coniugato, sostituendo il suffisso -idrico con il suffisso -uro, il suffisso -oso con il suffisso -ito e il suffisso -ico con il suffisso -ato; alcuni esempi:
- acetati sono sali dell'acido acetico
- carbonati sono sali dell'acido carbonico
- cloruri sono sali dell'acido cloridrico
- cianuri sono sali dell'acido cianidrico
- nitrati sono sali dell'acido nitrico
- nitriti sono sali dell'acido nitroso
- fosfati sono i sali dell'acido fosforico
- solfati sono sali dell'acido solforico
- fluoruri sono i sali dell'acido fluoridrico
- bromuri sono i sali dell'acido bromidrico
- ioduri sono i sali dell'acido iodidrico

## Sali acidi
Nelle reazioni di preparazione dei sali con acidi con più di un atomo di idrogeno può accadere in determinate condizioni che al radicale acido rimangano uno o più atomi di idrogeno, quindi legandosi al metallo si ottiene un sale acido. Quindi un sale è acido se contiene degli idrogeni residui dell'acido da cui deriva.
2H2SO4 + 2Na → 2NaHSO4 + H2 (solfato acido di sodio o bisolfato di sodio)

## Sali basici
Nelle reazioni di preparazione dei sali partendo dagli idrossidi con più di un gruppo idrossido in determinate condizioni può accadere che dall'idrossido non si stacchino tutti i suddetti gruppi e uno (o più d'uno) rimanga legato al sale. Si ha così un sale basico.
Es. Ca(OH)2 + HCl → Ca(OH) Cl + H2O (cloruro basico di calcio o idrossicloruro di calcio)

## Sapore dei sali
I sali inorganici neutri possono avere due sapori: amaro o salato. Se l'uno o l'altro dipende dalla somma dei diametri delle specie ioniche.
Come riferimento viene preso il bromuro di potassio che ha un sapore intermedio e la somma dei diametri ionici è pari a 0,658 nm. Sali che hanno un valore minore di questa somma sono salati (il cloruro di sodio ha 0,556 nm); valori superiori (come quello del cloruro di magnesio, 0,850 nm) conferiscono il sapore amaro.

## Nella storia
Nell'antica Roma, i legionari e i magistrati ricevevano un'integrazione della retribuzione a base di sale, a quel tempo sostanza rara e preziosa. Da questa usanza deriva la parola italiana "salario" (in latino salarium), con riferimento al pagamento in sale delle ore di lavoro effettuate nella giornata.